# Жанатилеу
Жанатилеу (каз. Жаңатілеу, до 1992 г. — Андреевка) — аул в Тарбагатайском районе Восточно-Казахстанской области Казахстана. Входит в состав Акжарского сельского округа. Код КАТО — 635833300.

## Население
В 1999 году население аула составляло 439 человек (226 мужчин и 213 женщин). По данным переписи 2009 года, в ауле проживали 362 человека (185 мужчин и 177 женщин).